# Ye Qiuyu
Ye Qiuyu (chinesisch 叶秋语, Pinyin Yè Qiūyǔ; * 29. November 1997) ist eine chinesische Tennisspielerin.

## Karriere
Mit 16 Jahren gewann Ye zusammen mit Tami Grende den Doppelwettbewerb der Juniorinnen bei den Wimbledon Championships 2014.
Sie spielt hauptsächlich Turniere auf dem ITF Women’s Circuit, bei denen sie 19 Doppeltitel gewinnen konnte. Bei den Shenzhen Open spielte sie 2014 erstmals im Hauptfeld eines WTA-Turniers. Sie verlor in der ersten Runde mit Doppelpartnerin Yang Zhaoxuan gegen die an Nummer 3 gesetzte Paarung Iryna Burjatschok / Oksana Kalaschnikowa erst im Match-Tie-Break.
Ihre besten Weltranglistenplatzierungen erreichte sie mit Rang 480 im Einzel und Rang 95 im Doppel.

## Turniersiege

### Doppel
| Nr. | Datum              | Turnier       | Kategorie      | Belag             | Partnerin     | Finalgegnerinnen                     | Ergebnis          |
| --- | ------------------ | ------------- | -------------- | ----------------- | ------------- | ------------------------------------ | ----------------- |
| 1.  | 11. Mai 2013       | Seoul         | ITF $15.000    | Hartplatz         | Han Xinyun    | Chan Chin-wei Zhang Nannan           | 7:63, 4:6, [10:5] |
| 2.  | 4. Oktober 2014    | Antalya       | ITF $10.000    | Hartplatz         | You Xiaodi    | Déborah Kerfs Camilla Rosatello      | 7:5, 2:6, [10:8]  |
| 3.  | 11. Oktober 2014   | Antalya       | ITF $10.000    | Hartplatz         | You Xiaodi    | Kateřina Kramperová Daiana Negreanu  | 7:63, 5:7, [10:6] |
| 4.  | 27. Dezember 2014  | Hongkong      | ITF $10.000    | Hartplatz         | Yang Zhaoxuan | Hong Seung-yeon Kang Seo-kyung       | 6:4, 6:3          |
| 5.  | 25. Juni 2016      | Sangju        | ITF $10.000    | Hartplatz         | Kim Ju-eun    | Han Sung-hee Wang Yan                | 7:5, 6:76, [10:6] |
| 6.  | 1. April 2017      | Quanzhou      | ITF $60.000    | Hartplatz         | Han Xinyun    | Hiroko Kuwata Zhu Lin                | 6:3, 6:3          |
| 7.  | 28. April 2017     | Anning        | ITF $100.000+H | Sand              | Han Xinyun    | Prarthana Thombare Xun Fangying      | 6:2, 7:5          |
| 8.  | 23. März 2018      | Nanjing       | ITF $15.000    | Hartplatz         | Han Xinyun    | Sun Xuliu Zhao Qianqian              | 3:6, 6:3, [10:5]  |
| 9.  | 27. April 2018     | Quanzhou      | ITF $60.000    | Hartplatz         | Han Xinyun    | Guo Hanyu Wang Xinyu                 | 7:63, 7:66        |
| 10. | 27. Oktober 2018   | Nanning       | ITF $25.000    | Hartplatz         | Kim Na-ri     | Feng Shuo Guo Hanyu                  | 6:3, 6:0          |
| 11. | 3. November 2018   | Liuzhou       | ITF $60.000    | Hartplatz         | Eudice Chong  | Kang Jiaqi Lee So-ra                 | 7:5, 6:3          |
| 12. | 8. Juni 2019       | Shenzhen      | ITF $25.000    | Hartplatz         | Guo Hanyu     | Chen Jiahui Wu Meixu                 | 1:6, 7:64, [11:9] |
| 13. | 15. September 2024 | Guiyang       | ITF W50        | Hartplatz         | Feng Shuo     | Li Zongyu Shi Han                    | 7:63, 6:3         |
| 14. | 8. März 2025       | Ma’anshan     | ITF W15        | Hartplatz (Halle) | Kim Na-ri     | Lu Jingjing Xun Fangying             | 6:4, 6:1          |
| 15. | 12. April 2025     | Wuning        | ITF W15        | Hartplatz         | Kim Na-ri     | Viktória Morvayová Ren Yufei         | 6:2, 7:5          |
| 16. | 19. April 2025     | Wuning        | ITF W15        | Hartplatz         | Kim Na-ri     | Wang Jiaqi Xu Jiayu                  | 6:2, 6:4          |
| 17. | 19. Juli 2025      | Nakhon Pathom | ITF W15        | Hartplatz         | Kim Na-ri     | Haruna Arakawa Natsumi Kawaguchi     | 6:3, 6:2          |
| 18. | 26. Juli 2025      | Nakhon Pathom | ITF W15        | Hartplatz         | Kim Na-ri     | Thasaporn Naklo Bunyawi Thamchaiwat  | 6:2, 6:3          |
| 19. | 2. August 2025     | Nakhon Pathom | ITF W35        | Hartplatz         | Kim Na-ri     | Salakthip Ounmuang Kamonwan Yodpetch | 6:4, 4:6, [10:5]  |